# Dasyomma flavum
Dasyomma flavum är en tvåvingeart som beskrevs av Hardy 1933. Dasyomma flavum ingår i släktet Dasyomma och familjen bäckflugor. Inga underarter finns listade i Catalogue of Life.